# Carl Jaeger (Manager)
Carl Jaeger (* 16. Januar 1874 in Wissen an der Sieg; † 23. April 1932 in Hattingen an der Ruhr) war ein deutscher Eisenhüttenmann und Manager der Stahlindustrie.

## Leben

### Werdegang
Carl Jaeger, Sohn des Hüttendirektors Friedrich Jaeger, studierte Eisenhüttenkunde an der Bergakademie Clausthal und der Bergakademie Berlin. In Clausthal wurde er Mitglied der Corps Borussia und Montania. Nach dem Studium und dem Militärdienst beim Garde-Schützenbataillon in Groß-Lichterfelde begann er seine berufliche Laufbahn in der Stahlindustrie beim Hoerder Verein als Assistent im Hochofenwerk bei Willem van Vloten. Anschließend wurde er dort Stahlwerksassistent und in der Folge Betriebschef. Neben der Modernisierung von Vergrößerung des bestehenden Siemens-Martin-Stahlwerks war die Errichtung des mit flüssigem Einsatz und Mischgas arbeitenden Siemens-Martin-Stahlwerk II sein besonderes Verdienst. 1920 wurde er als Technischer Direktor und Hüttendirektor zu der zum Henschel & Sohn-Konzern gehörenden Henrichshütte in Hattingen berufen. Neben dem Ausbau des Hochofenwerks führte er die Abwärmeverwertung und in der Koksherstellung das Trockenlöschverfahren ein. Mit der Bildung der Ruhrstahl AG wurde er 1930 wurde er Technischer Direktor und Vorstandsmitglied der zu den Vereinigten Stahlwerken gehörenden Gesellschaft.
Jaeger war Aufsichtsratsmitglied der Essener Steinkohlenbergwerke AG, Mitglied der Industrie- und Handelskammer Bochum sowie Mitglied des Generalvorstands und erster stellvertretender Vorsitzender der Sektion VII der Hütten- und Walzwerks-Berufsgenossenschaft. Er gehörte dem Vorstand der Nordwestlichen Gruppe des Vereins deutscher Eisen- und Stahlindustrieller, des Vereins deutscher Stahlformgießereien und des Vereins deutscher Eisenhüttenleute an und war stellvertretendes Vorstandsmitglied des Ruhrtalsperrenvereins. Zudem war er Mitglied der technischen Kommission des Grobblechverbandes. Im Ersten Weltkrieg führte er als Hauptmann eine Kompanie im 20. Reserve-Jäger-Bataillon. Nach einer Verwundung in den Karpaten im Winter 1915 war er in der Kriegs-Rohstoff-Abteilung in Düsseldorf eingesetzt. 
Kommunalpolitisch engagierte sich Jaeger als Beigeordneter in Hoerde und später im Amt Blankenheim.

### Familie
Er war verheiratet mit Elisabeth Uppenborn aus Clausthal. Sie hatten drei Kinder, zwei Töchter und einen Sohn.